# Liste der Baudenkmäler in Wersten
Die Liste der Baudenkmäler in Wersten enthält die denkmalgeschützten Bauwerke auf dem Gebiet von Düsseldorf-Wersten, Stadtbezirk 9, in Nordrhein-Westfalen. Diese Baudenkmäler sind in der Denkmalliste der Stadt Düsseldorf eingetragen; Grundlage für die Aufnahme ist das Denkmalschutzgesetz Nordrhein-Westfalen (DSchG NRW).

## Baudenkmäler
| Bild           | Bezeichnung                                | Lage                             | Beschreibung                                                                        | Bauzeit          | Eingetragen seit | Denkmal- nummer |
| -------------- | ------------------------------------------ | -------------------------------- | ----------------------------------------------------------------------------------- | ---------------- | ---------------- | --------------- |
| weitere Bilder | St. Maria Rosenkranz                       | Burscheider Straße 20 Karte      |                                                                                     | 1898, 1934       | 19. März 1996    | A 980           |
| weitere Bilder | Allee, Gartenanlage und Gefallenenehrenmal | Liebfrauenstraße o. Nr. Karte    |                                                                                     | 1898, 1934       | 19. März 1996    | A 980           |
| Pfarrhaus      | Pfarrhaus                                  | Burscheider Straße 20 Karte      |                                                                                     | 1925–1926        | 9. Mai 1986      | A 979           |
| Kaplanei       | Kaplanei                                   | Burscheider Straße 22 Karte      |                                                                                     | 1896             | 9. Mai 1986      | A 981           |
| weitere Bilder | St. Maria in den Benden                    | Dechenweg 40 Karte               |                                                                                     | 1958–1959        | 22. Februar 1996 | A 1385          |
|                |                                            | In den großen Banden 68 Karte    |                                                                                     | 1859, 1861, 1942 | 28. März 1996    | A 1386          |
|                |                                            | Kölner Landstraße 190 Karte      | Wohn- und Siedlungsbau des Neubarocks, Architekten: Wilhelm Triebel, Joseph Schönen | 1898–1911        | 10. Juni 2014    | A 1639          |
| weitere Bilder | Theodor-Heuss-Schule                       | Lützenkircher Straße 2 Karte     | Architekt: Fritz Becker                                                             | 1935–1937        | 15. Januar 1996  | A 1383          |
| weitere Bilder | Alte Schule                                | Werstener Dorfstr. 90, 90a Karte |                                                                                     | Ende 19. Jh.     | 2. Februar 1984  | A 533           |